# Ютта Лердам
Ютта Лердам (30 грудня 1998 , 'с-Гравензанде, Південна Голландія ) — нідерландська ковзанярка, срібна призерка Олімпійських ігор 2022 року, чемпіонка світу та Європи.

## Олімпійські ігри
| Рік  | Місто        | 500 метрів | 1000 метрів |
| ---- | ------------ | ---------- | ----------- |
| 2022 | Пекін, Китай | 5          | 2           |

## Чемпіонат світу
| Рік  | Місто                | 500 метрів | 1000 метрів | Командний спринт |
| ---- | -------------------- | ---------- | ----------- | ---------------- |
| 2019 | Інцель, Німеччина    | 16         | 5           | 1                |
| 2020 | Солт-Лейк-Сіті, США  | 8          | 1           | 1                |
| 2021 | Геренвен, Нідерланди | 4          | 2           | —                |